# Kelstrup (Haderslev)
Kelstrup is een plaats in de Deense regio Zuid-Denemarken, gemeente Haderslev. De plaats telt 221 inwoners (2008).